# ザカントリークラブ

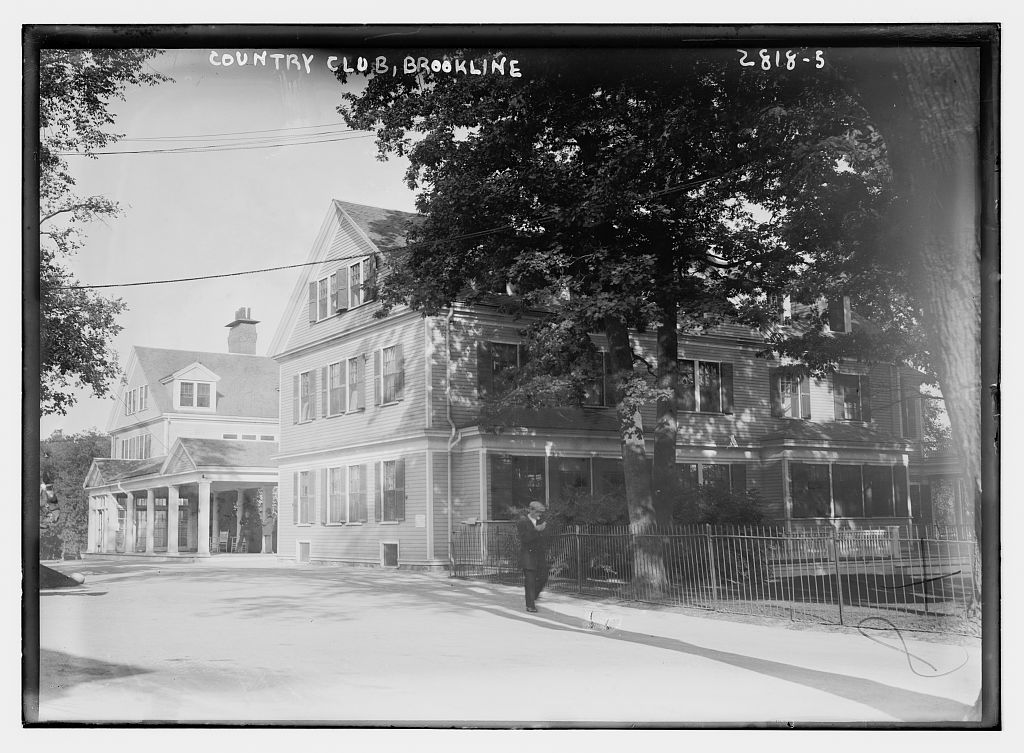
1913年のザカントリークラブ

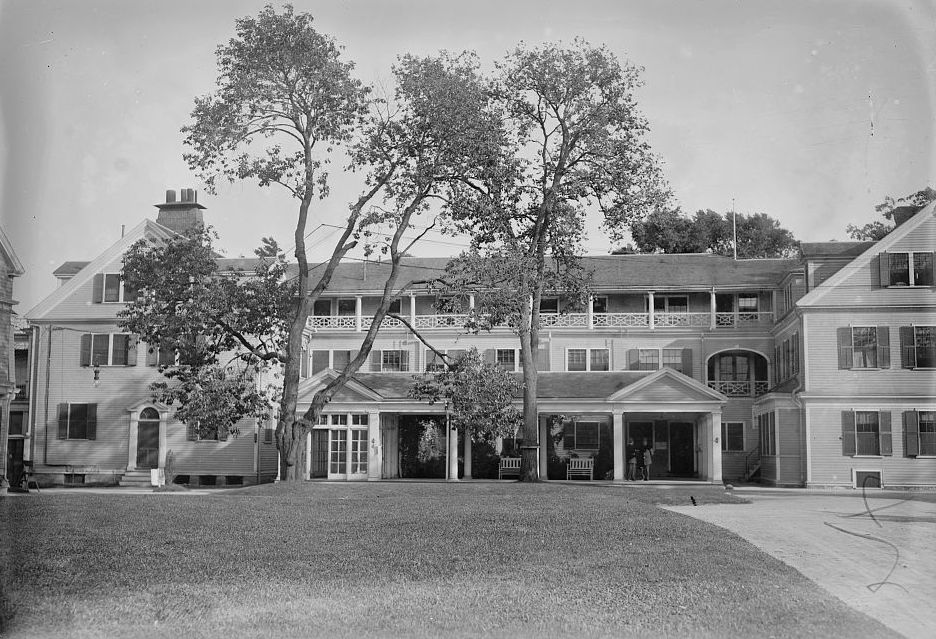
1913年のザカントリークラブ

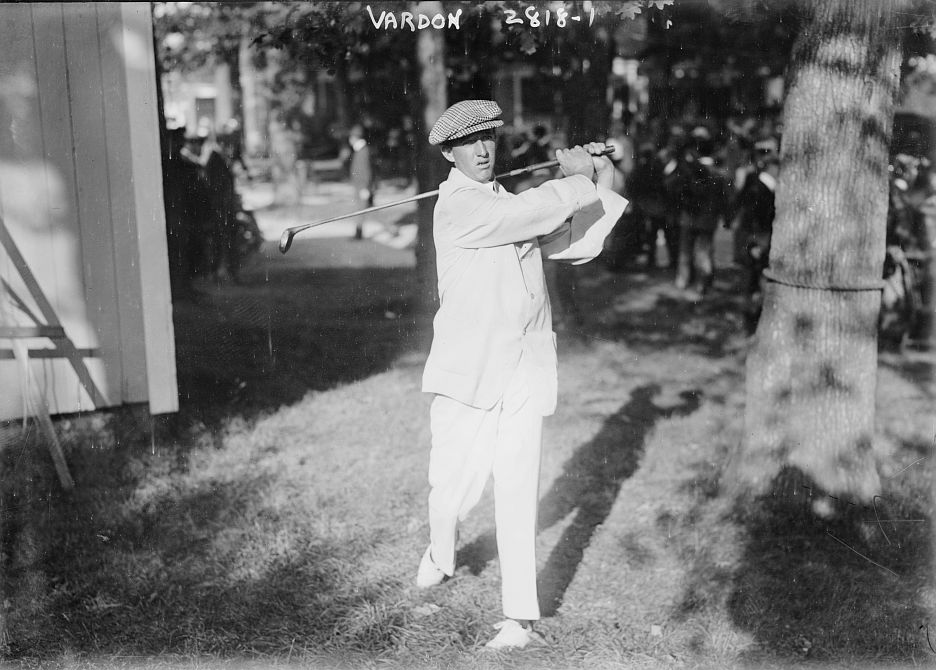
1913年全米オープンの マサチューセッツ州ブルックラインのザカントリークラブでのフランシス・ウイメット

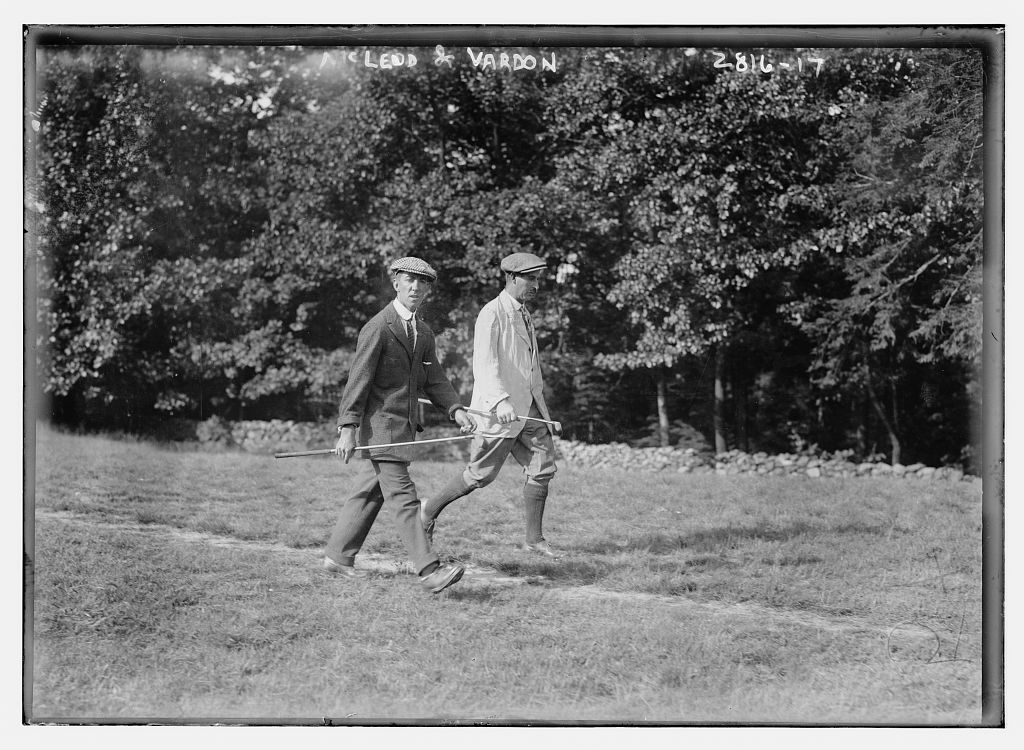
1913年全米オープンでのフレッド・マクロードとハリー・バードン

ザカントリークラブ (The Country Club) はマサチューセッツ州ブルックラインにある米国で最も古いカントリークラブの一つ。全米ゴルフ協会 (USGA) 設立に貢献した5つのクラブの一つに数えられ、また、当時無名のフランシス・ウィメット (Francis Ouimet) が勝利した1913年の全米オープンを含む多数の USGA 主催大会の開催地となった。およそ 1,300人のメンバーを有しているが、その排他性においても有名である。

## 歴史
1882年1月14日ボストン出身者有志が集まり全米最古のカントリークラブの一つとして創設された。USGA のアメリカ初期100クラブリストにも収載されている。設立当初は乗馬や野外活動に重点が置かれていて、ゴルフコースができるのは 1893年まで待たねばならなかった。以降数年間は用地の使用法をめぐりゴルファーと他のクラブメンバーの間に対立があった。実際、もともと存在していたレーストラックとゴルフコースが一部で重複するなどしていた。
ゴルフコースは何段階かに分けて増設拡張が行われたため、特定の設計者と呼ばれる者がいない。最初期の6ホールコースは3人のクラブメンバーがレイアウトを行い、その翌年にスコットランド人であるウィリー・キャンベルがクラブプロとして招聘された。キャンベルは全体の見直しと9ホールへの拡張をその夏に実施し、1899年には周辺の用地買収を伴った18ホールコースへの拡張を行った。1902年ごろにはハスケル社製ゴルフボールが広く使用されるようになり、コースの距離延長が必要となった。更なる用地買収の後、1908年に二人のメンバーの設計で新たに3ホールが増設された。1988年にはリーズ・ジョンソンが全米オープン開催のために大幅な改修を行った。
1894年、ザカントリークラブは、USGA（全米ゴルフ協会）設立時に中心となった5つのクラブの1つだった。当初の目的は、誰もが認める全米アマチュア選手権を（統一ルールの下で）開催することであり、実際、翌1895年に第1回大会が開催された。同年、第1回の全米オープンも（後付けの感が強いながらも）開催された。ザカントリークラブで開催された最初のUSGA選手権試合は、1902年の全米女子アマチュア選手権だった。
1896年にスコットランド人のプロであるアレックス・キャンベルをヘッドプロとして雇用した（1896年 – 1916年）。キャンベルは当時キャディをしていたフランシス・ウィメットの才能を見出し、チャンピオンシップ級の選手に育てることに大いに貢献した。
1913年の全米オープンはここザカントリークラブで開催された。大多数は伝説的イングランド人ゴルファーのハリー・バードン（1900年全米オープン優勝、全英オープン優勝4回）またはテッド・レイ（直前回の全英オープン優勝者）のいずれかが優勝するだろうと考えていた。72ホールを終了して、優勝候補の二人は20歳のアマチュアであるフランシス・ウィメット（このコース正面の道路の向こう側で育ち、かつてこのコースでキャディをしていた）とタイスコアで並んでいることに気づいた。そして翌日の18ホールプレーオフにもつれ込んだ。ここでウィメットは大勢のギャラリーの前で二人のプロゴルファーを見事に破り、これを報道した新聞記事にアメリカ大衆は惹きつけられた。その後10年で米国のゴルフ人口は少なく見積もっても3倍になり、ゴルフ場もパブリックコースを含めて急速にその数を増した。ウィメットの勝利から50周年と75周年にあたる1963年と1988年の全米オープンもここで開催された。100周年にあたる2013年の全米オープンはフィラデルフィアのメリオンゴルフクラブで開催されたが、代わりにその年の全米アマチュア選手権はこのザカントリークラブが会場となった。
1913年の全米オープンでのフランシス・ウイメット勝利のストーリーは、2002年のマーク・フロストにより「The Greatest Game Ever Played」で書籍化された。偶然にも、著者であるマーク・フロストは、1976年にザカントリークラブの会長であったトーマス・B・フロストと同じ姓を共有していた。
1999年のライダーカップの舞台にもなった。ジャスティン・レナードが17番グリーン（ウィメットが事実上勝利を決めたのと同じグリーン）で形勢逆転の45ヤードのロングパットを決めた際、他の米国チームプレーヤーが大勢グリーンに上がって祝福した。だがこのときまだホセ・マリア・オラザバルはパットを打っていなかった。グリーン上の秩序が回復した後、オラザバルは集中力を取り戻そうとしたが、結局このパットは入らなかった。
ザカントリークラブは長い間マサチューセッツで最良のコースと見なされており、過去10回のマサチューセッツ州アマチュア選手権を開催している。

## ゴルフコース
ゴルフコースとしては全27ホールで、これらを二つのコースとして使用している。
メインコースはクライドとスクィレルという名称を持つそれぞれ9ホールずつの都合18ホールであり、これが元からあったコースで、1913年の全米オープンはここで行われた。現在はメンバーがプレーしている。
もう一つの9ホールコースはプリムローズコースと呼ばれ1927年に増設された。シネコックヒルズゴルフクラブ、デンバーのチェリーヒルズカントリークラブ、ホームステッドのカスケードコース、マサチューセッツのキタンセットなどを手掛けたウィリアム・S・フリンの設計による。
長い距離を必要とするメジャーな大会で使用する際には、クライドコースの3ホールを使わず、代わりにプリムローズコースのうち3ホール半を使い、ほぼ7,400ヤードのコースに仕立てている。プリムローズコースが完成した後のメジャー大会ではすべてこのレイアウトを用いている。
現在のヘッドゴルフプロはブレンダン・ウォルシュが務めている。

## 開催トーナメント

### メジャー大会
| Year | Major                | Winner                | Winning Score  | Margin of Victory | Runner(s) Up                  | Winner's Share ($) |
| ---- | -------------------- | --------------------- | -------------- | ----------------- | ----------------------------- | ------------------ |
| 2022 | U.S. Open            |                       | 274            |                   |                               |                    |
| 2013 | U.S. Amateur         | Matthew Fitzpatrick   | 4 & 3          | 4 & 3             | Oliver Goss                   | N/A                |
| 1999 | Ryder Cup            | United States         | 141/2 to 131/2 | 141/2 to 131/2    | Europe                        | N/A                |
| 1995 | U.S. Women's Amateur | Kelli Kuehne          | 4 & 3          | 4 & 3             | Anne-Marie Knight             | N/A                |
| 1988 | U.S. Open            | Curtis Strange        | 278 (-6)       | Playoff           | Nick Faldo                    | 180,000            |
| 1982 | U.S. Amateur         | Jay Sigel             | 8 & 7          | 8 & 7             | David Tolley                  | N/A                |
| 1963 | U.S. Open            | Julius Boros          | 293 (+9)       | Playoff           | Jacky Cupit Arnold Palmer     | 17,500             |
| 1957 | U.S. Amateur         | Hillman Robbins       | 5 & 4          | 5 & 4             | Dr. Frank M. Taylor           | N/A                |
| 1941 | U.S. Women's Amateur | Betty Hicks Newell    | 5 & 4          | 5 & 4             | Helen Sigel                   | N/A                |
| 1934 | U.S. Amateur         | Lawson Little         | 8 & 7          | 8 & 7             | David Goldman                 | N/A                |
| 1922 | U.S. Amateur         | Jess Sweetser         | 3 & 2          | 3 & 2             | Chick Evans                   | N/A                |
| 1913 | U.S. Open            | Francis Ouimet        | 304 (+12)      | Playoff           | Ted Ray (golfer) Harry Vardon | 300                |
| 1910 | U.S. Amateur         | William C. Fownes Jr. | 4 & 3          | 4 & 3             | Warren Wood                   | N/A                |
| 1902 | U.S. Women's Amateur | Genevieve Hecker      | 4 & 3          | 4 & 3             | Louisa A. Wells               | N/A                |

### その他の大会
- 1905年マサチューセッツ州アマチュア 、 アーサー・G・ロックウッドが優勝
- 1908 マサチューセッツオープン 、 アレックロスが優勝
- 1911年マサチューセッツオープン 、 ドナルド・ロスが優勝
- 1915年マサチューセッツ州オープン 、 ウォルター・ハーゲンが優勝
- 1920 マサチューセッツアマチュア 、 フレッドライトが優勝
- 1925年マサチューセッツ州アマチュア 、 フランシス・ウイメットが優勝
- 1932 ウォーカーカップ 、 イギリスとアイルランドで 米国が9½-2½で優勝
- 1934年マサチューセッツ州アマチュア 、 ウィリアム・O・ブラニーが優勝
- 1949年マサチューセッツ州アマチュア 、 ボビー・ノウルズが優勝
- 1953年全米女子ジュニアアマチュア選手権 、 ミルドレッド・マイヤーソンが優勝
- 1967年マサチューセッツ州アマチュア 、 バリー・ブルースが優勝
- 1968年全米ジュニアアマチュア選手権 、 エディ・ピアースが優勝
- 1973 ウォーカーカップ 、 イギリスとアイルランドで 米国が勝利10-14
- 1976年マサチューセッツ州アマチュア 、 ブルース・ダグラスが優勝
- 1987年マサチューセッツ州アマチュア 、 ケビン・ジョーンズが優勝
- 2003 マサチューセッツアマチュア 、 アンディドロヘンが優勝
- 2009年マサチューセッツ州アマチュア 、 ビル・ドロヘンが優勝

## 著名なメンバー
- トム・ブレイディとジゼル・ブンチェン [8]
- アン・ネイソン [9]

## その他の施設
このほかに5面のインドアテニスコートと芝生植生を含む4面の屋外テニスコート、パドル及びスカッシュコート、カフェを併設したオリンピックサイズのプール、カーリング場、スキート射撃場、スケート場、ホッケー用ピッチを備えている。

## 参照
1. ↑  http://www.businessinsider.com/most-exclusive-golf-clubs-in-the-us-2015-4#americas-first-country-club-is-aptly-named-the-country-club-the-brookline-massachusetts-golf-club-is-one-of-the-five-founding-members-of-the-united-states-golf-association-and-has-hosted-16-usga-tournaments-and-the-ryder-cup-the-country-club-has-1300-members-and-27-golf-holes-5
2. ↑  Staff, Writer (2019年1月14日). “Nation's First Country Club Established”. MassMoments (Mass Humanities) 2019年1月14日閲覧。
3. ↑  http://www.golfonline.com/golfonline/features/history/article/0,17742,467843,00.html
4. ↑  http://www.massmoments.org/moment.cfm?mid=18
5. ↑  http://www.golfclubatlas.com/thecountryclub1.html
6. ↑  “Famous Golfer Dies In Dayton”. Toledo Blade. INS:  p. 32. (1942年12月17日)
7. ↑  Kalell. “Brendan V Walsh”. PGA. 2018年5月10日閲覧。
8. ↑  Shanahan, Mark (2017年7月13日). “The Country Club in Brookline finally admits Tom Brady”. Boston Globe 2017年7月14日閲覧。
9. ↑  “Anne Nason, A Comer in Golf. Scores Best Gross at the Country Club. Her 95 Beats Fanny C. Osgood, Second, by Five Strokes. Winner Only Took Up the Game About Year Ago”. Boston Daily Globe. (1913年10月28日) 2010年10月18日閲覧. "Miss Anne Nason won the prize for the best gross in the handicap medal play for women and also the Clyde Park Challenge Cup at the Country Club yesterday with a 95, five strokes better than her nearest competitor."
10. ↑  Club website